# Saint-Gratien-Savigny
Saint-Gratien-Savigny ist eine französische Gemeinde mit 115 Einwohnern (Stand: 1. Januar 2022) im  Département Nièvre in der Region Bourgogne-Franche-Comté (vor 2016 Bourgogne). Sie gehört zum Arrondissement Château-Chinon (Ville) und zum Kanton Luzy (bis 2015: Kanton Fours). 

## Geographie
Saint-Gratien-Savigny liegt etwa 52 Kilometer ostsüdöstlich von Nevers am Rande des Morvan und am Canal du Nivernais. Umgeben wird Saint-Gratien-Savigny von den Nachbargemeinden Montigny-sur-Canne im Norden, Isenay im Osten und Nordosten, Thaix im Südosten, Cercy-la-Tour im Süden sowie Diennes-Aubigny im Westen.

## Bevölkerungsentwicklung
| Jahr                       | 1962 | 1968 | 1975 | 1982 | 1990 | 1999 | 2006 | 2011 | 2016 |
| -------------------------- | ---- | ---- | ---- | ---- | ---- | ---- | ---- | ---- | ---- |
| Einwohner                  | 193  | 177  | 157  | 119  | 126  | 126  | 123  | 114  | 112  |
| Quellen: Cassini und INSEE |      |      |      |      |      |      |      |      |      |

## Sehenswürdigkeiten
- Kapelle Saint-Gratien